# サッカーイラク女子代表
サッカーイラク女子代表（サッカーイラクじょしだいひょう）は、イラクサッカー協会(アラビア語: الاتحاد العراقي لكرة القدم、英語: Iraq Football Association, 略称：IFA)によって編成されるイラクの女子サッカーナショナルチームである。アジアサッカー連盟(AFC)に所属している。2010年に代表チームが結成された。アジアの女子サッカー選手権であるAFC女子アジアカップには2018年大会で初めて予選に出場した。
女子ワールドカップ、オリンピックともに出場はない。

## ワールドカップの成績
（結成後のみ記載）
- 2015 - 不参加
- 2019 - 予選敗退
- 2023 - 予選出場辞退

## オリンピックの成績
（結成後のみ記載）
- 2012 - 不参加
- 2016 - 不参加
- 2021 - 不参加

## アジアカップの成績
（結成後のみ記載）
- 2014 - 不参加
- 2018 - 予選敗退
- 2022 - 予選出場辞退

## 西アジア女子サッカー選手権の成績
- 2005 - 不参加
- 2007 - 不参加
- 2010 - 不参加
- 2011 - グループリーグ敗退

## FIFAランキング
- 初登場 - 128位(2010年11月)
- 最高順位 - 133位(2011年9月)
- 最低順位 - 126位(2012年6月)